# Presídio de Lamego
O Presídio de Lamego localizava-se na margem direita do rio Guaporé, guarnecendo a fronteira, no atual estado de Rondônia, no Brasil.

## História
O Governador e Capitão General da Capitania do Mato Grosso, Antônio Rolim de Moura Tavares (1751-1764), procurou militarizar o rio Guaporé, a fim de impedir o estabelecimento dos espanhóis em território português. Entre as ações que desenvolveu, em 1754 foi estabelecido um aldeamento (missão religiosa), denominado de lugar de São João dos Índios, povoado que reunia elementos de várias etnias indígenas. Esse povoado teria sido rebatizado, em 1769, como lugar de Lamego, integrante do Distrito de Mato Grosso (SILVA, 2001).
SOUZA (1885) relaciona esta estrutura entre os Presídios fundados na região ao final do século XVIII, na sua maioria pelo governador Luís de Albuquerque de Melo Pereira e Cáceres, destinados a impedir as incursões dos espanhóis e dos indígenas, e para defesa da navegação e comércio entre o Norte da Capitania do Mato Grosso e o Pará (op. cit., p. 139-140).
BARRETTO (1958) computa o Presídio das Pedras e mais este Presídio de Lamego, como uma única estrutura: o Presídio de Pedras do Lamego (op. cit., p. 72).